# Neoarius
Neoarius es un género de peces actinopeterigios de agua dulce y marinos, distribuidos por ríos y costas del sureste de Asia, en el océano Pacífico y el océano Índico.

## Especies
Existen  especies reconocidas en este género:
- Neoarius berneyi (Whitley, 1941)
- Neoarius coatesi (Kailola, 1990)
- Neoarius graeffei (Kner y Steindachner, 1867)
- Neoarius latirostris (Macleay, 1883)
- Neoarius leptaspis (Bleeker, 1862)
- Neoarius midgleyi (Kailola & Pierce, 1988)
- Neoarius pectoralis (Kailola, 2000)
- Neoarius taylori (Roberts, 1978)
- Neoarius utarus (Kailola, 1990)
- Neoarius velutinus (Weber, 1907)